# Wildcats du New Jersey
Maillots
Les Wildcats du New Jersey  sont une des équipes de soccer féminin américain représentant l'État du New Jersey sur la côte Est des États-Unis.
Les Wildcats évoluent dans la Division Nord-Est de la Conférence Est de la USL W-League, le premier niveau de soccer (football) féminin aux États-Unis. Les couleurs de l'équipe sont le blanc pour les matchs à domicile et le bleu pour les matchs extérieurs.
Les Wildcats jouent leurs matchs à domicile au stade TCNJ Soccer Complex du Collège Mercer County Community (qui a une capacité de 3 000 sièges) dans la ville de Princeton, à environ 11 kilomètres de Trenton, la capitale de l’État du New Jersey.

## Histoire
En 1995, Vince Baldino, le fondateur et directeur du Club de football de Princeton tente d'obtenir une franchise de la W-League. Baldino essuie un premier refus, puis retente sa chance en 1996. La W-League accède à sa demande et les Wildcats du New Jersey naissent.
Les premières saisons dans la W-League sont difficiles pour les Wildcats. L'équipe termine souvent ses saisons au dernier rang et est relégué en ligue 2 après la saison 1998. En 2004, Baldino décide qu'il est temps de faire des changements important dans l'organisation des Wildcats. Il embauche un personnel entièrement nouveau comprenant Charlie Naimo comme nouvel entraîneur-chef. Le grand coup, cependant, est le recrutement de plusieurs internationales comme Kelly Smith, Marinette Pichon, Anne Makinen et Heather O'Reilly. Lors de cette saison 2004, les Wildcats terminent une saison régulière parfaite (14 victoires en 14 matchs) et se rendent en finale de championnat de la ligue pour finalement perdre le match de championnat à Vancouver aux tirs au but. La saison 2005 fourni une autre histoire heureuse. Deux internationales anglaises (Rachel Yankey et Rachel Unitt) rejoignent les Wildcats pour les sept derniers matchs de la saison. L'équipe termine la saison régulière avec 13 victoires et une seule défaite. En série éliminatoire, les Wildcats remportent le Championnat de la W-League en battant en finale 3-0 les Fury d'Ottawa. En 2006, l'équipe connait sa deuxième saison parfaite (14-0-0). En 2007 et 2008, l'équipe perd plusieurs de ses joueuses étoiles parties joués pour les Sky Blue et les Pali Blues. En 2009, les Wildcats affaiblies doivent se reconstruire et Baldino embauche Kevin McDermott comme entraîneur-chef. Lors de la saison 2010, McDemott mèene l'équipe aux séries éliminatoires pour la première fois depuis 2006. En 2011, l'équipe fait de nouveau les séries éliminatoires mais perd le titre de conférence dans un match serré 2-3 contre les Silverbacks d'Atlanta.
Au fil des années, les Wildcats développent également une organisation jeunesse avec une académie (fondée en 1997): plus de 1100 jeunes fréquentent les camps de soccer annuellement et plus de 41 équipes amateures sont impliquées avec le programme de formation de l'académie. En 2009, lors de la création de la Women's Professional Soccer, les Wildcats du New Jersey s'affilient au Sky Blue FC et deviennent leur équipe réserviste et leur club-école.

## Parcours de l'équipe en W-League
| Année | Ligue        | Conférence          | Division                  | Saisons régulières                                                    | Séries éliminatoires                        |
| ----- | ------------ | ------------------- | ------------------------- | --------------------------------------------------------------------- | ------------------------------------------- |
| 1996  | USL W-League | ------------------  | Division East Region      | Termine 6e dans sa division                                           | Ne se qualifie pas                          |
| 1997  | USL W-League | ----------------    | Division Central Atlantic | Termine 6e dans sa division                                           | Ne se qualifie pas                          |
| 1998  | USL W-League | Lique 1             | Division Nord             | Termine 5e dans sa division                                           | Ne se qualifie pas et est recalé en Ligue 2 |
| 1999  | USL W-League | Ligue 2             | Division Nord             | Termine 4e dans sa division                                           | Ne se qualifie pas                          |
| 2000  | USL W-League | Ligue 2             | Division Nord             | Termine 6e dans sa division                                           | Ne se qualifie pas                          |
| 2001  | USL W-League | Ligue 2             | Division Nord             | Termine 6e dans sa division                                           | Ne se qualifie pas                          |
| 2002  | USL W-League | Conférence de l'Est | Division Nord-Est         | Termine 4e dans sa division                                           | Ne se qualifie pas                          |
| 2003  | USL W-League | Conférence de l'Est | Division Nord-Est         | Termine 3e                                                            | Éliminé en quart-de -finale                 |
| 2004  | USL W-League | Conférence de l'Est | Division Nord-Est         | Termine au 1er rang de la Division et remporte le titre de Conférence | Finaliste, (2e place dans la ligue)         |
| 2005  | USL W-League | Conférence de l'Est | Division Nord-Est         | Termine au 1er rang de la Division et remporte le titre de conférence | Vainqueur du Championnat W-League           |
| 2006  | USL W-League | Conférence de l'Est | Division Nord-Est         | Termine au 1er rang de la Division                                    | Perd en finale de conférence                |
| 2007  | USL W-League | Conférence de l'Est | Division Nord-Est         | Termine au 5e rang de sa Division                                     | Ne se qualifie pas                          |
| 2008  | USL W-League | Conférence de l'Est | Division Nord-Est         | Termine au 8e rang de sa Division                                     | Ne se qualifie pas                          |
| 2009  | USL W-League | Conférence de l'Est | Division Nord-Est         | Termine 4e dans sa division                                           | Ne se qualifie pas                          |
| 2010  | USL W-League | Conférence de l'Est | Division Nord-Est         | Termine 3e dans sa division                                           | Éliminé en finale de division               |
| 2011  | USL W-League | Conférence de l'Est | Division Nord-Est         | Termine au 2e rang de sa Division                                     | Éliminé en finale de conférence             |
| 2012  | USL W-League | Conférence de l'Est | Division Nord-Est         | Termine 3e                                                            | Ne se qualifie pas                          |

## Honneurs de l'équipe féminine
- USL W-League Northeast Division Champions 2006
- USL W-League Champions 2005
- USL W-League Eastern Conference Champions 2005
- USL W-League Northeast Division Champions 2005
- USL W-League Eastern Conference Champions 2004
- USL W-League Northeast Division Champions 2004

## Effectif pour la saison 2012
Pour la saison 2012, les Wildcats recrutent deux internationales: Yael Averbuch et Candace Chapman.
En date du 12 juin 2012.
| N° | Nat.                   | Poste | Nom du joueur      |
| -- | ---------------------- | ----- | ------------------ |
| 0  | Drapeau des États-Unis | G     | Lauren Smedley     |
| 2  | Drapeau des États-Unis | M     | Andie Lakin        |
| 4  | Drapeau des États-Unis | D     | Elizabeth Troutman |
| 5  | Drapeau des États-Unis | A     | Maya HayesIl       |
| 6  | Drapeau des États-Unis | D     | Morgan Stith       |
| 7  | Drapeau des États-Unis | D     | Taylor Mims        |
| 8  | Drapeau des États-Unis | D     | Brittany Cummins   |
| 9  | Drapeau des États-Unis | D     | Kaitlyn Fare       |
| 10 | Drapeau des États-Unis | A     | Esmeralda Negron   |
| 11 | Drapeau des États-Unis | A     | Grace Correll      |
| 12 | Drapeau des États-Unis | M     | Kristen Edmond     |
| 15 | Drapeau du Canada      | D     | Candace Chapman    |
| 16 | Drapeau des États-Unis | D     | Catherine Chukuka  |

| No. | Nat.                   | Position | Nom du joueur           |
| --- | ---------------------- | -------- | ----------------------- |
| 17  | Drapeau des États-Unis | D        | Cristina Barthel        |
| 18  | Drapeau des États-Unis | D        | Tori Leigh              |
| 19  | Drapeau des États-Unis | M        | Yael Averbuch           |
| 20  | Drapeau des États-Unis | M        | Amber Brooks            |
| 21  | Drapeau des États-Unis | D        | Daryl Schwenck          |
| 22  | Drapeau des États-Unis | A        | Andrea Lopez            |
| 23  | Drapeau des États-Unis | M        | Rachel Breton           |
| 99  | Drapeau des États-Unis | G        | Chante Sandiford        |
|     | Drapeau des États-Unis | G        | Farrell Pomponio        |
|     | Drapeau des États-Unis | D        | Kylee Rossi             |
|     | Drapeau des États-Unis | G        | Sage Dovale             |
|     | Drapeau des États-Unis | A        | Rachael Ivanicki        |
|     | Drapeau des États-Unis | A        | Meghan Patricia Ledwith |

## Équipe technique 2012
- Entraineur-chef: Jim Gabarra[10]
- Entraîneur-associé: Kevin McDermott
- Entraîneur-associé: Homere Breton
- Entraîneur-adjoint: Tommie Boykin
- Entraîneur des gardiennes: Catherine Gordon

### Anciens entraineurs-chef
- Kevin McDermott 2010-2011
- Dave Barbour 2009
- Mike Barroqueiro 2008
- Socrates Nicolaidis 2007
- Charlie Naimo 2004-2007

## Distinction individuelle
En 2012, la milieu de terrain Yael Averbuch est élue sur l'équipe d'étoiles All-Conference Teams de la W-League.

## Anciennes joueuses
Au cours de son histoire, le club a compté de nombreuses joueuses notables dont plusieurs internationales:
- Lara Dickenmann
- Formiga
- Kendall Fletcher
- Christine Latham
- Karina LeBlanc
- Carli Lloyd
- Anne Mäkinen
- Heather O'Reilly
- Marinette Pichon
- Kelly Smith
- Cat Whitehill
- Rachel Unitt
- Rachel Yankey